# Підводний живопис
Підводний живопис – це одна з течій живопису, що передбачає відтворення підводних мотивів на полотні, безпосередньо в середовищі знаходження об’єкту відтворення, з натури.

## Представники
Серед професійних художників відзначились – Олександр Бєлозор (українець) і Андре Лабан (француз українського походження). Саме Андре, вважають основоположником підводного живопису . У цьому напрямку також працюють менш відомі художники, такі як: С. Гонсалес з Куби , засновники київської єдиної в світі школи підводного живопису при дайверському клубі Katran О. Небесний (Київ), Д. Лотарьов (Санкт- Петербург), О. Білик (Ялта), Р. Угринюк (Львів) та ще багато інших відомих в невеликому колі знайомих. Мета українських художників  привернути увагу громадськості до проблеми збереження підводних об'єктів - пам'ятників історії в Чорному морі: затонулих кораблів різних часів та інших підводних артефактів, що і є основною особливістю їхньої творчості .

## Особливості живопису
Опанування цієї техніки передбачає значні відмінності в процесі роботи і потрібно логічно подумати, як організувати цей процес. 
Технологія виконання такої роботи передбачає: 
- використання полотна для живопису із водовідштовхуючою поверхнею.
- оснащення підрамників (та інших інструментів із вспливаючого матеріалу) маленьким свинцевим грузилом.
- знання з хімії – олійні фарби на синтетичній основі не псуються під водою, а от фарби з натуральними складниками піддаються негативному впливу солі у воді.

Під водою діють інші фізичні закони – щільність середовища, переломлення світла, перспектива .  Також, що зі збільшенням глибини, зменшується видимий спектр червоного кольору із-за зменшення щільності сонячних променів, тому, кольори червоного спектру будуть зеленішати. Мазки робляться на видиху, а на вдиху набирається фарба. Коли аквалангіст-художник вдихає повітря  то злегка віддаляється від полотна. Повітря в балоні вистачає на 40 хвилин тому зазвичай великі полотна мають імпресіоністичний характер, художник розраховує час для занурення, роботи і підйому. На глибині повітря витрачається швидше, ніж біля поверхні . Ще одна причина повільного підйому на поверхню – загроза пошкодження свіжих мазків на картині. Існує ризик, вода непередбачувана стихія, тому такі аквалангісти мають завжди брати запасний балон. І як завершальний етап перед сушкою, поверхня полотна завжи опріснюється від залишків солоної води для кращого подальшого зберігання твору . 